# Bohdan Hmelnickij
Bohdan Hmelnickij, teljes nevén Bohdan Zinovij Mihajlovics Hmelnickij (ukránul: Богдан Зиновій Михайлович Хмельницький, 1593/1595 ? – Csihirin, 1657. augusztus 16.) zaporizzsjai kozák hetman, az ukrán-kozák államalakulat vezetője és hadvezér. Az ukránok nemzeti hősüknek tekintik, de sokszor felelőtlen magatartása odáig vezetett, hogy Ukrajnát többször feldúlták a tatárok, és az oroszok uralma alá került.

## Fiatalsága és katonai pályája a zaporizzsjai felkelésig
1595 körül született a Lengyel Királyság területén egy kozák származású kisnemesi családban. Születési helye bizonytalan, de többen feltételezik, hogy Csihirinből való, ahol annak idején a helyi kozákság vezetőjévé választotta. Apja lengyel katonatiszt, anyja valószínűsíthetően kozák származású volt.
Az első katonai akció, amelyben részt vett, az 1620. évi cecorai csata volt, ahol elvesztette az apját, ő maga pedig török fogságba került. Fogsága idején sajátította el a török és a tatár nyelvet, valamint ekkorra ismerkedett meg behatóbban a török politikával.
A fogságból anyja váltotta ki 1622-ben. Az 1620-as években került a lajstromos kozákság közé.
Hmelnickij a tisztek azon csoportjához tartozott, akik a Zaporizzsjai Szics és Lengyel-litván Unió közötti megegyezést szorgalmazták, idővel azonban egyértelművé vált, hogy erre nincsen reális esély.
IV. Ulászló lengyel király 1638. évi rendelkezése hatályon kívül helyezte a Zaporizzsjai Szics autonómiáját, megszüntette a titkári tisztséget, melynek következtében Hmelnickij lefokozódott a csihirini ezred kapitányává.
A legenda szerint 1646-ban egy 2000-2500 fős kozák alakulattal részt vett Dunkerque ostromában, ezt azonban azóta megcáfolták.
Az 1640-es évek végére megnőtt hadvezéri presztízse, hogy IV. Ulászló a támogatását kérte az Oszmán Birodalom és a Krími Tatár Kánság, illetve a mágnás oligarchák elleni harcban. Ezzel a lépéssel egyrészt a lengyel-litván állam, másrészt saját hatalmának a megerősítése volt az uralkodó célja. 1646 áprilisában Hmelnickij egyike volt azoknak a követeknek, akikkel a király egyeztette a haditervét, melyben a kozákoktól egy flotta kiállítását kérte, és cserébe a régi kozák jogok visszaállítását ígérte. Az uralkodó az ígéreteit egy kiváltságlevél formájában írásban is rögzítette, mindezt azonban igyekezett titokban tartani a szejm előtt. Miután az egyezség kitudódott, a szejm megakadályozta a terv végrehajtását, így a kozákoknak tudomásul kellett venniük, hogy jogaik helyreállítása ismételten elmaradt. A kudarc csalódottságot szült a köreikben, egyre inkább érlelődött egy felkelés a lengyel nemesség túlkapásai ellen, valamint a kozák jogok helyreállítása érdekében.
1647 decemberének végén 300-500 megbízható emberével Zaporizzsjába ment, ahol hamarosan hetmanná választották. A felkeléshez tatár támogatást is szerzett, s felvette a kapcsolatokat a román fejedelmekkel, hogy ők is részt vegyenek a Lengyelország elleni harcban. 
Egyelőre azonban III. Iszlám Giráj krími kántól várta a legfőbb segítséget. A formálódó felkelés látszólag nem sokban különbözött a korábbi, sikertelen kísérletektől: egy bosszúra vágyó kozák tiszt, lengyel főurak által megkárosítva a Szicsbe vonult, ahol meggyőzte a kozákokat, hogy álljanak ki a jogaikért.
Hmelnickij személyében olyan rendkívüli szervező, katonai parancsnok és politikus került a mozgalom élére, aki képes volt egy egész Ukrajna, sőt Kelet-Európa történelmét befolyásoló felkelés levezénylésére.

## Zaporizzsjai felkelés(Хмельниччина)
1648 januárjában a Zaporizzsjai Szics főhetmannak választotta meg, Mikołaj Potockit pedig megfosztotta a hatalmától. A kán Tuhaj-bej vezérletével egy hordát küldött a kozákok támogatására, míg a hetman igyekezett rávenni, hogy teljes haderejével szálljon harcba.
A Zaporizzsja ellen küldött két sereg – egyenként hatezer fő (Szamuel Velicsko szerint 20 ezer, ami természetesen kétséges), amit erősítettek cseh és német zsoldosok – megkísérelte az egyesülést, de Hmelnickij megelőzte őket. Żółte Wody-i csatában (ma Zsovtyi Vodi, Ukrajna) megsemmisítette az egyik hadat, s a csatában Stefan Potocki, a hetman fia is elesett, a korsuni ütközetben pedig Potocki és Stanisław Kalinowski hetmanokat is fogságba ejtette, s tatár rabságba küldte (1650-ben váltották ki őket).
Tuhaj-bej nagy veszteségeket szenvedett és ezért egy időre visszavonult Ukrajnából.
A szabadulást (és nem utolsósorban zsákmányt) remélő ukrán parasztság  megörült Hmelnickij sikereinek, s óriási tömegben csatlakozott hozzá, már a két győzelem előtt. A hetmannak néhány napon belül nagy hadereje lett, míg Ukrajnában számottevő lengyel sereg sehol sem maradt. A felkelő erőknek viszont még a felét sem tették ki felfegyverzett, képzett kozákok, ezért egy időre pihenőt rendelt el, hogy megerősítse magát és a lázadást tovább szítsa.

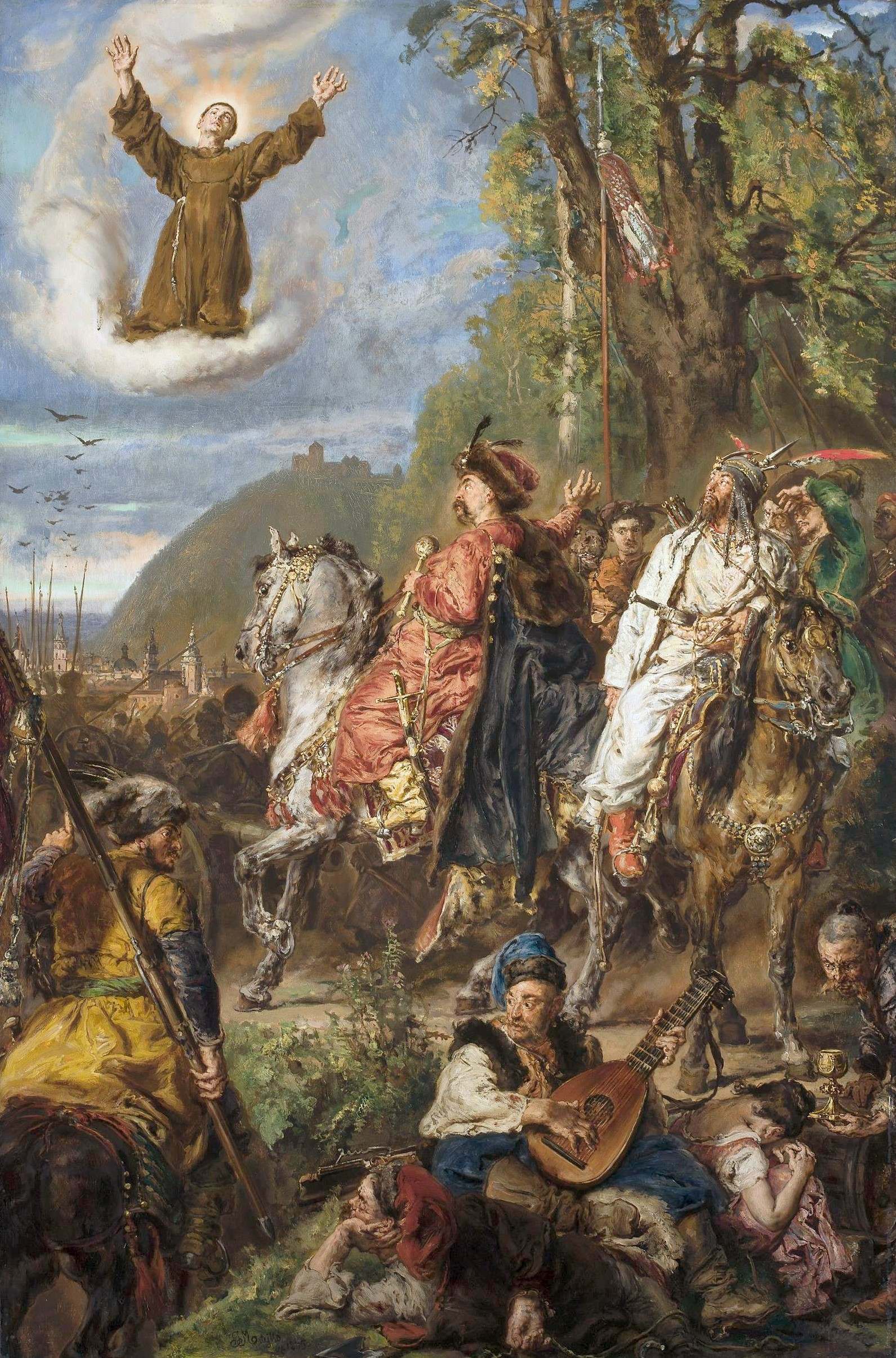
Bohdan Hmelnickij és Tuhaj-bej Lwów alatt Jan Matejko festménye 1885, Varsói Nemzeti Múzeum

A várbeli kozákság és parasztság tömegeit összegyűjtötte, s délről nagyobb számban áramlottak a tatár lovasok, kik a segítség fejében kifoszthatták az útjukba eső területeket, legyen az ukrajnai, vagy lengyel, ami ellen Hmelnickij nem tudott, de nem is akart semmit tenni. A parasztkatonák is hasonlóképp öltek és raboltak a gazdag lengyel és ukrán polgárság körében, valamint véres etnikai tisztogatásokba kezdtek egyes városokban (a megöltek többsége lengyel, moszlim, zsidó, vagy épp cigány volt).
Ekkor már készülődött ellene Jeremi Wiśniowiecki herceg kb. 15 ezer fős seregével, s a Dnyepertől nyugatra sorra tiporta el az ott fellángolt parasztfelkeléseket.
A helyzetet bonyolította, hogy 1648. május 20-án IV. Ulászló elhunyt, ami még a kozákságot is mélyen megrendítette, hisz ugyanúgy mélységesen tisztelték és uruknak tartották. Hmelnickij egyelőre várt, hogy új királyt válasszanak. Lengyelországban az 1640-es évek végére igen erős belső gyengeségek jelentkeztek és sok főúr már régóta mély ellenszenvet táplált egymás iránt. Jerzy Ossolinski kancellár és Adam Kisiel braclawi vajda úgy látta jónak, ha Hmelnickijt inkább tárgyalások útján szerelik le és figyelmüket a belső problémák felé fordítják. Ezzel szembe Aleksander Koniecpolski és Janusz Radziwiłł litvániai hetman, valamint Wiśniowiecki herceg igen hevesen a háború mellett tört lándzsát, s álláspontjuk érdekében agresszívan léptek fel. Kisiel tárgyalás céljából kinevezett komisszáriusokat küldött a kozákokhoz és felvették a kapcsolatokat a tatár kánnal. Mivel a szejm nem jutott megegyezésre, ezért komoly acsarkodások alakultak ki, mialatt a kozákok egyre nagyobb erőket gyűjtöttek.
1648 nyarán aztán megindult a hatalmas kozák-tatár sereg és a paraszthadak Kelet-Ukrajnából, sorra foglalva el a városokat. A felkeléshez most már Vörösoroszország (Kelet-Galícia) is csatlakozott és szeptember 21-23-i pilawcei csatában (ma Pilavka, Ukrajna) szégyenletes menekülésre kényszerítették a lengyel seregeket. A pilawcei vesztés eredménye Lwów és Kijev eleste lett, s ahol Hmelnickij bevárta a királyválasztás eredményét. A szejm végül Ulászló fivérét II. János Kázmért tette új uralkodóvá, aki hajlandó volt tárgyalásokba bocsátkozni Hmelnickijjel, s fegyverszünetet kötött vele.
A tél váltakozó eredményű eszmecserékkel telt Perejaszlavban, és mialatt a fölkelők száma egyre nőtt, főleg miután törököket is fogadtak fel, addig Lengyelországban nem került sor mozgósításra, noha Hmelnickij már lengyel területen járt és Krakkót vette célba. Wiśniowiecki rendelkezett az egyetlen nagyobb számú lengyel haddal az országban, aki nyílt összecsapást nem kockáztatott egyelőre meg, de valamiképp azon volt, hogy Ukrajnát visszafoglalja, mert földjei nagy része abban az országban feküdt.
Hmelnickij semmiféle kompromisszumra nem volt hajlandó, de ő maga is a harcot részben azért kezdeményezte, hogy személyes bosszút állhasson Koniecpolskin és Wiśniowieckin.
1649 elején újra indultak a harcok. Hmelnickijhez csatlakozott a tatár kán, azonkívül nagy számban török, havasalföldi, janicsár és hódoltságbeli zsoldosok. A július 10-én Hmelnickij ostrom alá vette a Zbarażban meghúzódó lengyel regimentáriusokat, akik felett Wiśniowiecki herceg parancsnokolt.

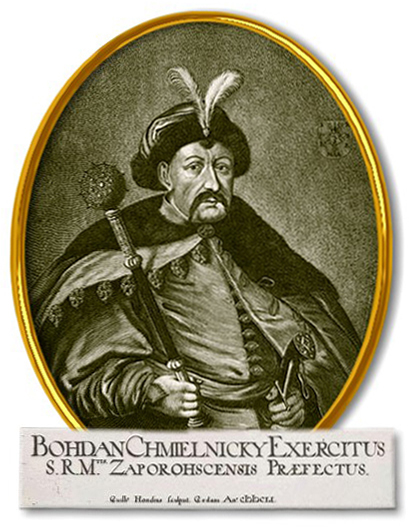
Bohdan Hmelnickij ukrán fejedelem.

Miután rohammal nem tudták a várat bevenni és nagy veszteségeket szenvedtek, Hmelnickij éheztetéssel próbálkozott. Zbaraż rövidesen élelmiszer- és lőporhiánnyal küszködött. Augusztusban megérkezett egy kb. 20 000 ezer főt kitevő felmentősereggel a király. Az ötszörös túlerőben levő felkelők Zborównál elfogták, de a kán kétszínűsége, valamint bizalmatlansága a kozákokkal szemben megakadályozta az összeomlást, s fegyveres erővel kényszerítette Hmelnickijt a zborówi béke aláírására.
A béke visszaállította a kozákok szabadságának egy részét és kinyilvánította az Ukrán Fejedelemség függetlenségét, amely élére a hetmani méltóságban meghagyott Bohdan Hmelnickijt állította, s a regisztrált katonaság (ún. lajstromos kozákság) létszámát 40 ezerben szabták meg, akiket a parasztok sorából kellett kiválogatni. A katonaságot öt vajdaság, Trock, Braclaw, Kijev, Bialocierkwica és Human területén osztottak el, s a lengyel mágnások törekedtek arra, hogy elfordítsák őket Hmelnickijtől. A lengyel nemesek visszanyerték latifundiumaikat is, s ott folytatták, ahol 1648 előtt, ezzel ismét ösztönözték a népi ellenállást.

## Ukrajna csatlakozása Oroszországhoz
Hmelnickij rövidesen titkos tárgyalásokba kezdett Moszkvával, II. Rákóczi György erdélyi fejedelemmel, valamint a román fejedelemségekkel.

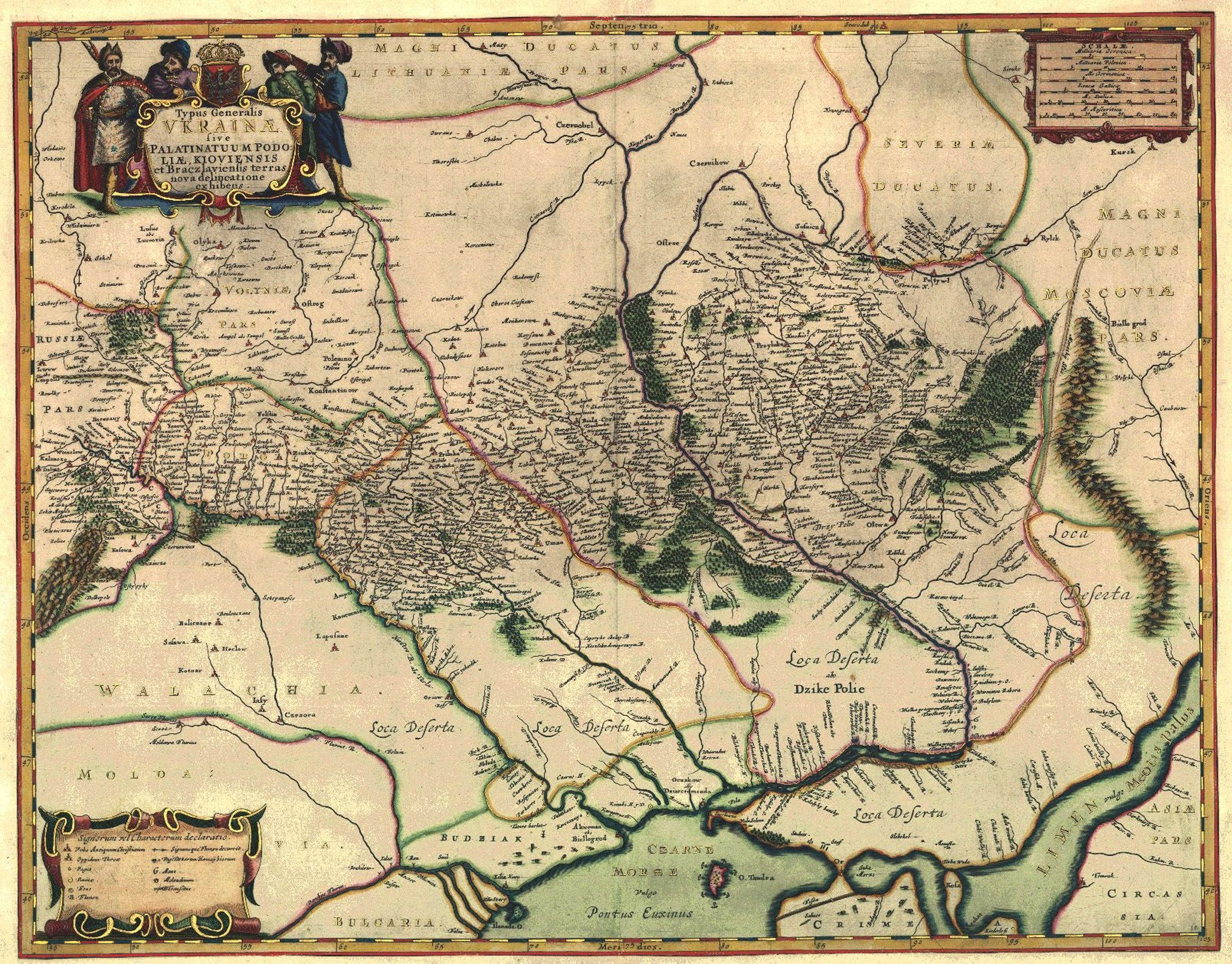
Ukrajna területe 1649 körül

1651-ben újból fellángoltak a harcok. Belépett a háborúba a tatár kán is. Az előző évi kozák sikerek miatt a szejm el akarta kerülni, hogy a felkelők még egyszer behatoljanak lengyel területre, ezért elvetették a Kisiel–Ossolinski-féle békéltető politikát és általános mozgósítást rendeltek el, eltökélve, hogy döntő csatában véglegesen megsemmisítik Hmelnickijt.
Vinnicjánál Ivan Bohun ezredes legyőzte ugyan a lengyeleket, míg a litván erők északról Janusz Radziwiłł vezetésével visszafoglalták Kijevet.
A döntő csatára Beresztecskónál került sor a kozák–tatár–török erőkkel, amelyekkel szemben a lengyel-litván hadak alig lehettek kisebbek, vagy pedig számbelileg azonos szinten álltak. A három napig tartó véres csatában elesett a kán testvére Amurat és Tuhaj-bej, mire a krímiek kivonultak az ütközetből. A kán dühében elhurcolta a hetmant, mert az könyörögni merészelt hozzá, hogy térjen vissza. A kozákság és parasztfelkelők maradéka visszavonult a szekértáborba. A felkelők feletti parancsnokságot Filon Dziedzila vette át, aki még bízott abban, hogy Hmelnickij visszatért. A kozákok és parasztok keményen védték magukat a lengyel–litván hadak támadásai ellen. Dziedzila alkudozásokkal és saját élete kockáztatásával próbálta a katonákat kimenteni, mire a Szics elöljárói leváltották. Hmelnickijnek és a kánnak továbbra is híre-hamva sem volt, de már nem bíztak a hetmanban annyira a kozákok, ezért új vezért választottak. Bár névlegesen Hmelnickij maradt a főhetman, de a tényleges hatalom Ivan Bohun  kezében összpontosult.

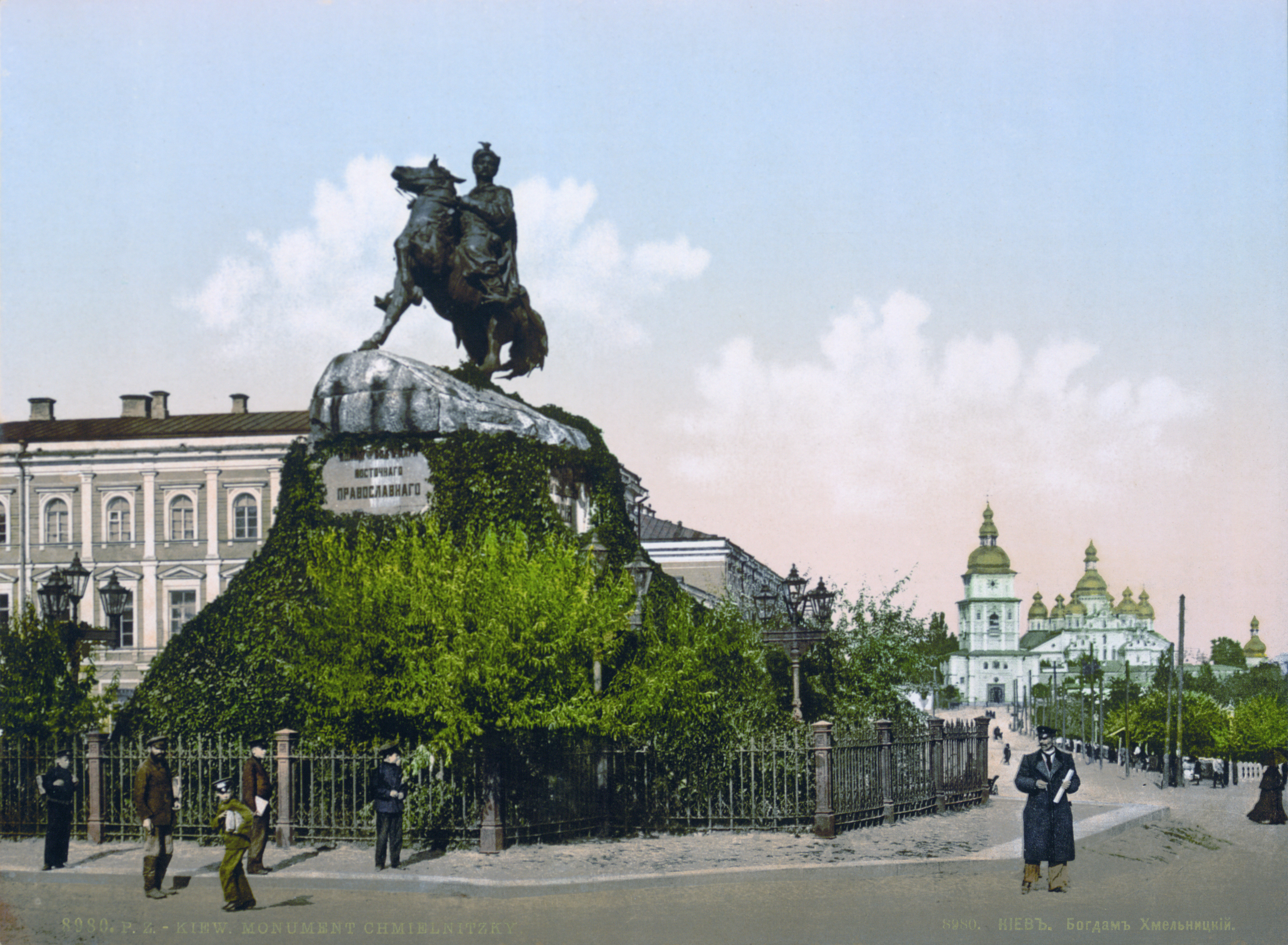
Bohdan Hmelnickij szobra Kijevben (19. századi képeslapon)

Bohun kemény és agresszív katona lévén folytatta a küzdelmet, s hidat próbált leverni a Pleszowa folyón, hogy azon a kozák sereget kivezesse. Ám a braclawi vajda ágyúival jelentős kárt tett a hídban és a főemberek állítólagos szökésének hallatára a fegyelem megbomlott a táborban, s őrült rohanással szaladtak ki a szekérvárból. Sokan belefulladtak a folyóba, másokat a lengyel gyalogság irtózatos puskatüze ölt meg.
Az 1651-es bialocerkiewi konvenció sem szolgált Ukrajna javára. Ebben a lajstromos kozákság számát már húszezerben szabták meg (a korábban regisztrált kozákok többsége ismét részt vett a felkelésben). Hmelnickij nem bírt belenyugodni hatalma korlátozásába és a szomszédos országok támogatását kezdte keresni. Fiát, Timofijt elvitte Moldvába, ahol hozzáadta Vasile Lupu leányához. Ezzel az volt a célja, ha Timofij moldvai vajda lesz, akkor Moldvát felhasználhatja nemcsak a lengyelek, hanem Bohun ellen is, de ez a terve nem sikerült. II. Rákóczi György ugyanis bevonult Moldvába és egy másik fejedelmet Gheorghe Ştefant segítette hatalomra. Az akció után Hmelnickij Rákóczinál próbált támogatást keresni
Közben folytatódott a harc. Hmelnickij és Bohun a batohi csatában kiköszörülte a beresztecskói vereséget. Nem sokkal később a Żwaniec közelében teljesen bekerítette a lengyel főerőket, de kán ismét rákényszerített egy újabb megbékélést.
Hmelnickij ekkor megállapodott az oroszokkal, hogy Ukrajnát az orosz birodalomhoz köti és a 1654. január 18-i perejaszlavi egyezményben kimondták az ország egyesülését Oroszországgal, ugyanebben az évben a tatár kán a lengyelek mellé állt a kozákok és az oroszok ellenében. Ez vezetett az 1654–1656-os orosz–lengyel konfliktushoz.
De a cár sem adta meg a kozák autonómiát, hanem óriási birtokokat adományozott nemeseinek Ukrajnában, s kegyetlenül megnyirbálta az addig szabad demokratikus katonai közösség jogait és reguláris seregekbe kényszerítette őket.
Közben Hmelnickij más országok felé kezdett közeledni, ezzel politikája teljesen érthetetlenné és zavarossá vált. Az 1656. december 6-án Radnóton megkötött svéd-porosz-ukrán-erdélyi paktum után, amelyben neki ígérték a Lengyel-Litván Unió délkeleti, ukrán-lakta tartományait, Hmelnickij Rákóczival, Gheorghe Ştefannal és I. Constantin Şerban havasalföldi vajdával 1656. december 18-án Gyulafehérváron kötött lengyel-ellenes szövetséget. Ekkor már javában dúlt az ún. északi háború, amelybe több állam is beavatkozott. X. Károly Gusztáv svéd király Lengyelország ellen hadakozott és amikor a lengyeleknek sikerült megfordítaniuk vesztésre álló pozíciójukat a svéd király Erdély segítségét kérte. Rákóczi és Hmelnickij már korábban is próbáltak Svédország felé közeledni, ez azonban egyet jelentett azzal, hogy Hmelnickij szakított Alekszej orosz cárral, mert az szintén Svédország ellensége volt és ezért inkább átmeneti időre kibékült a lengyelekkel. 1657-ben a erdélyi-román csapatok megindították Lengyelország ellen offenzívájukat, amihez Hmelnickij még csapatokat küldött. Nem sokkal ezelőtt Moszkva helyett X. Károly Gusztáv hatalmát ismerte el a kozákok felett, amivel meg is történt a szakítás Hmelnickij és a cár között. Hogy mennyi hatalma volt a kozákjai felett azt jól mutatja, hogy rengeteg kozák átállt a lengyelek mellé, mások pedig az orosz cár hűségén maradtak, de továbbra is harcoltak a lengyelek ellen. Még mielőtt lengyelországi hadjárata véget ért volna, Hmelnickij meghalt.

## Hmelnickij politikájának következménye
Hmelnickij zavaros és megfontolatlan politikájával tönkretette hazáját. A legnagyobb hibát akkor követte el, amikor Oroszország mellett döntve hozzácsatolta a cári birodalomhoz Ukrajnát. Ukrajna az orosz uralom alatt szenvedte el a legnagyobb elnyomást, s a tatárok behívása is mérhetetlen kárt okozott. A kozák-, majd lengyel-szövetséges tatárok barbár pusztításai révén ezreket mészároltak le és egész tartományok váltak néptelenné. Hmelnickijt követően az orosz-lengyel háború fő hadszíntere továbbra is Ukrajna maradt. A perejaszlavi egyezmény felborította a kelet-európai hatalmi egyensúlyt is, amely aggodalommal töltött el egyes lengyel-párti nyugati országokat, így a Habsburg Birodalmat is, főleg azután, hogy a svédek megkísérelték ezt kihasználva elfoglalni Lengyelországot. Magának az Oszmán Birodalomnak sem volt mindez érdeke, különösen Rákóczi György politikája miatt, aki a török kiűzését akarta előkészíteni. Az egyensúlyt viszont sikerült rendeznie a lengyel és az orosz félnek, s ennek megfelelően a Dnyeper folyása szerint az ukrán területeket jobb parti Ukrajnára és a balparti, orosz kézben maradó Ukrajnára osztották. Ezt a kozákok nem fogadták el és megpróbálták megtisztítani a nyugati területeket is a lengyel uralomtól. A következő években tatár, kozák és török támadások egész sorozata ment végbe Ukrajnában, amely csaknem teljesen kipusztult, s mindez ugyanúgy Hmelnickij rossz politikájának következményeként értékelhető. Sobieski Jánosnak idővel sikerült megszilárdítania a lengyel uralmat Ukrajnában, majd miután Petro Dorosenko III. Fjodor orosz cár mellé állt, az oroszok is fellélegezhettek Kelet-Ukrajnában.

## Hmelnickij alakja a történetírásban

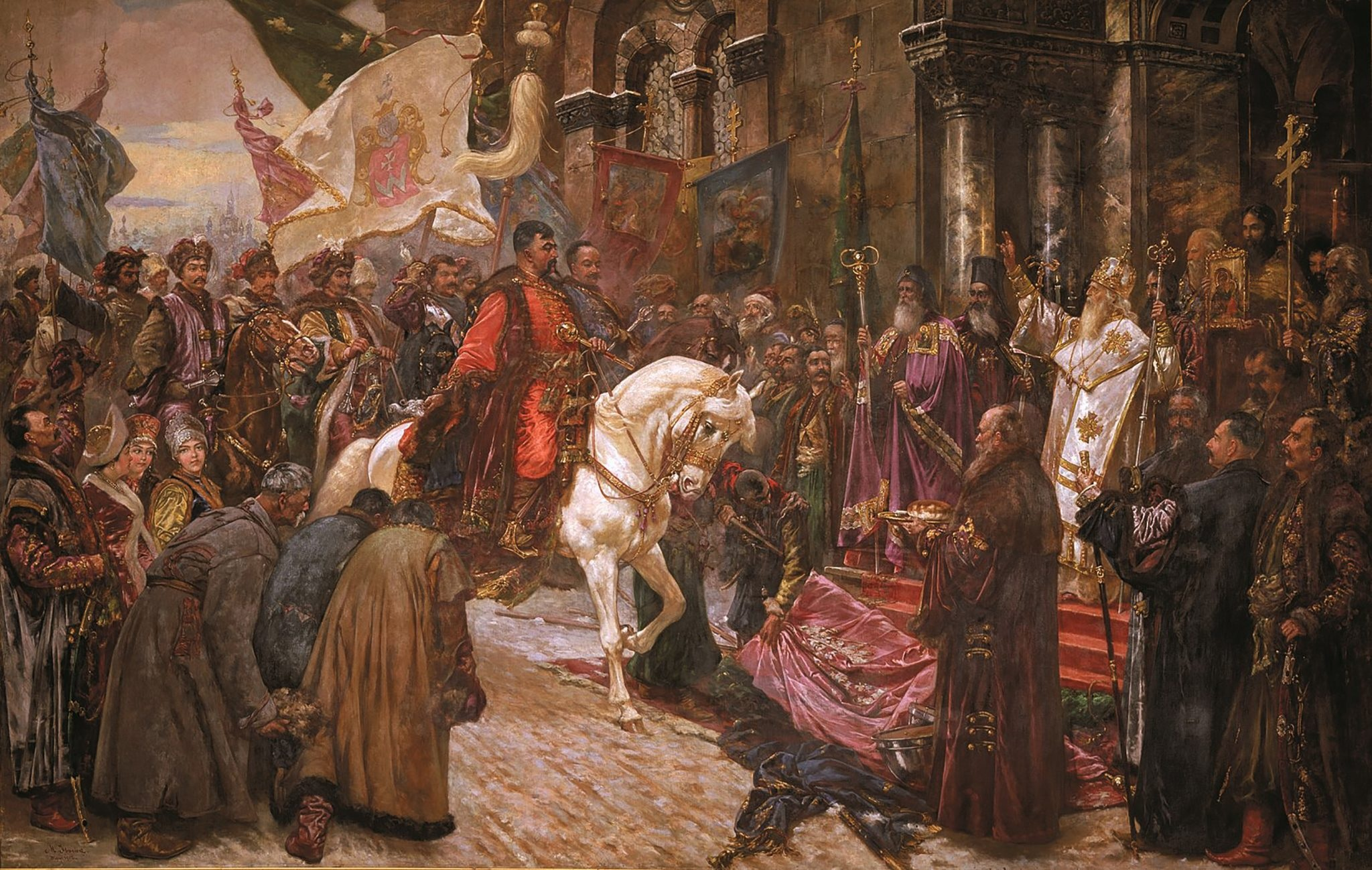
Bohdan Hmelnickij ünnepélyes bevonulása Kijevbe 1648. decemberében

Ludvik Kubala lengyel történész szerint Hmelnickij hatása az ukrán történelemre olyan rendkívüli jelentőségűnek tekinthető, mint Cromwell hatása Angliára, vagy Wallensteiné Csehországra. Egy – már régóta nem létező – ukrán politikai tudat helyébe létrehozott egy újat, engedetlen, fosztogató parasztokból és kozákokból kialakított egy erős, jól szervezett hadsereget, kiváló, dinamikus vezetőréteget szervezett maga köré. De a legfontosabb mindezek közül, hogy egy önbizalomhiányban szenvedő, identitását nem találó közösségből egy büszke, saját érdekeiért kiállni képes társadalmat formált.
Ugyanakkor azt is észre kell venni, hogy Hmelnickijnek is megvoltak a maga kudarcai, tévedései. Példaként említhető a súlyos beresztecskói vereség, a moldvai vállalkozás, a sikertelen kozák-erdélyi hadjárat Lengyelországba, és végül, hogy nem volt képes biztosítani Ukrajna integritását mind a szövetséges, mind az ellenséges hatalmak szemében.
A modern ukrán történetírás atyjának tekinthető Nyikolaj Kosztomarov Hmelnickij harcaiban össznépi felkelést látott, de közben arra utalt, hogy a felkelés értelmetlen volt, hiszen utána visszatért a régi rend, sőt Ukrajna a hetman halála után rommá vált. Pozitívumként értékelte azonban az oroszokkal kötött kapcsolatot.
Vele ellentétben, Tarasz Sevcsenko kiemelkedő ukrán költő kritikával szemlélte Hmelnickij azon cselekedetét, mellyel orosz kötelékbe sodorta Ukrajnát. Nála is tovább megy Pantelejmon Kulis, aki a hetmant azzal vádolja, hogy nem mást tett, minthogy előidézte a halál, a pusztítás, az anarchia és a kulturális hanyatlás korszakát Ukrajnában. A 20. századi történész, Mihajlo Hrusevszkij kételyeinek adott hangot annak tekintetében, hogy Hmelnickij mennyire rendelkezett konkrét, jól megfogalmazott célokkal, és úgy látja, hogy sokkal inkább az események sodorták a hetmant, minthogy ő alakította volna azokat.
Az ukrán történészek jelentős része – Vjacseszlav Lipinszkijjel az élükön – arra a következtetésre jutottak, hogy a hetman tudatosan és szisztematikusan teremtette meg az ukrán államiság alapjait, és az erőfeszítései nélkül a modern ukrán állam megszületése nem történhetett volna meg.
A szovjet történészek egyhangúlag dicsőítik Hmelnickijt, egyrészt azért, mert egy elnyomott nép élére állt, de legfőképpen Ukrajna Oroszországgal való egyesítése (vagy a szovjet történészek kifejezésével élve: újraegyesítése) miatt.
Az ukrán nép nagy részének szemében – a történészek, tudósok, irodalmárok véleményétől függetlenül – Hmelnickij kiérdemelte a „Batyko Bohdan” (Bohdán atyánk) megtisztelő nevet. Kezdve korától, egészen a mai napig a nagy felszabadító heroikus figurájaként jelenik meg a köznép tudatában. Személyiségének és intellektusának köszönhetően kivezette Ukrajnát a századokon át tartó passzivitásból és reménytelenségből, és elindította a nemzeti, gazdasági, társadalmi öntudat kialakulásának útján.